# Honda FCEV Concept
La Honda FCEV Concept (en anglais Fuel Cell-Electric Vehicle, véhicule électrique à pile à combustible) est une voiture électrique concept car du constructeur automobile japonais Honda, présenté au salon de l'automobile de Los Angeles en 2013 et 2014.

## Histoire
En 2013 et 2014 Honda présente ce concept-car à pile à combustible à hydrogène pour produire de l’électricité aux salon de l'automobile de Los Angeles et salon de l'automobile de Tokyo.

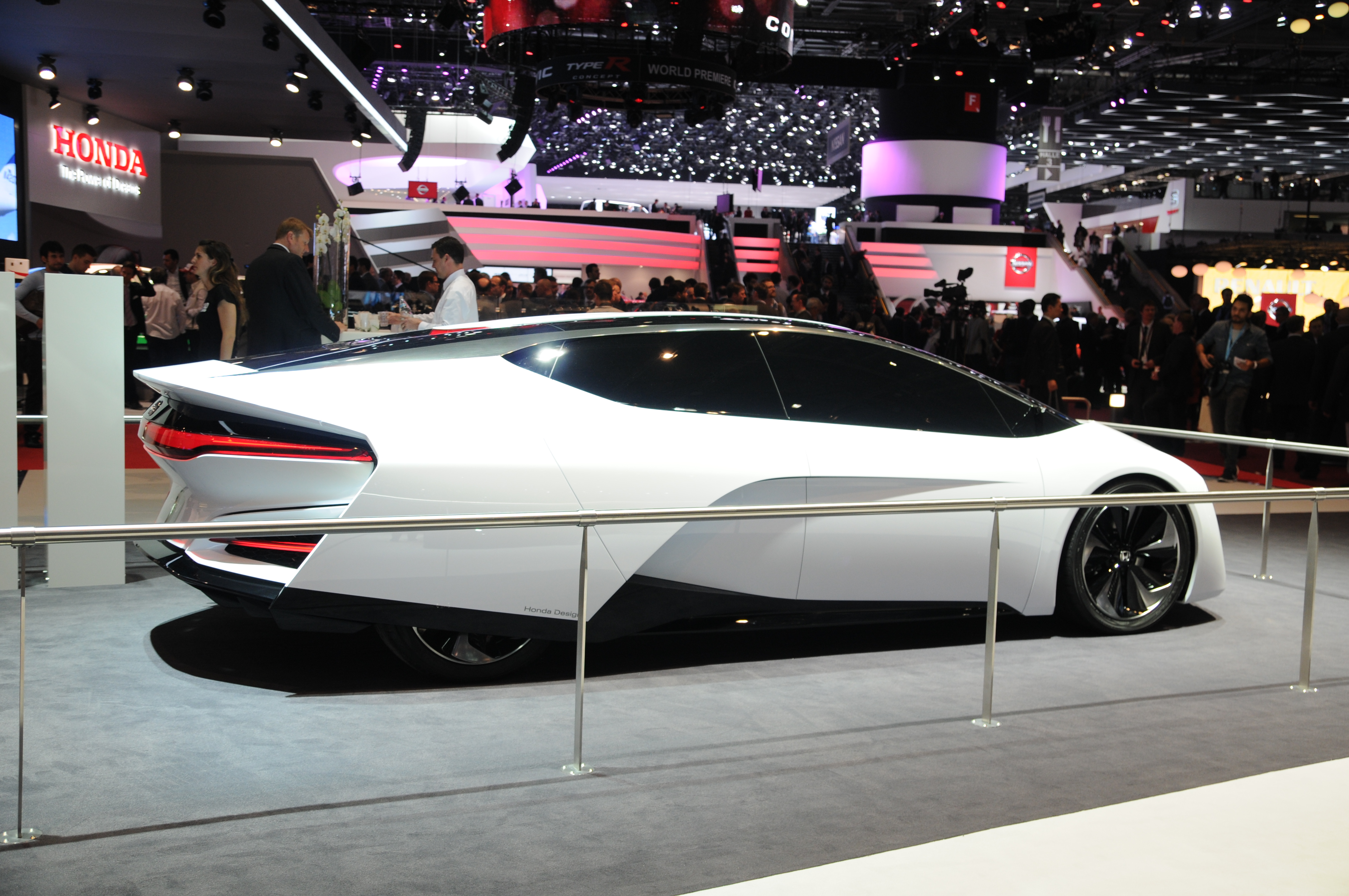
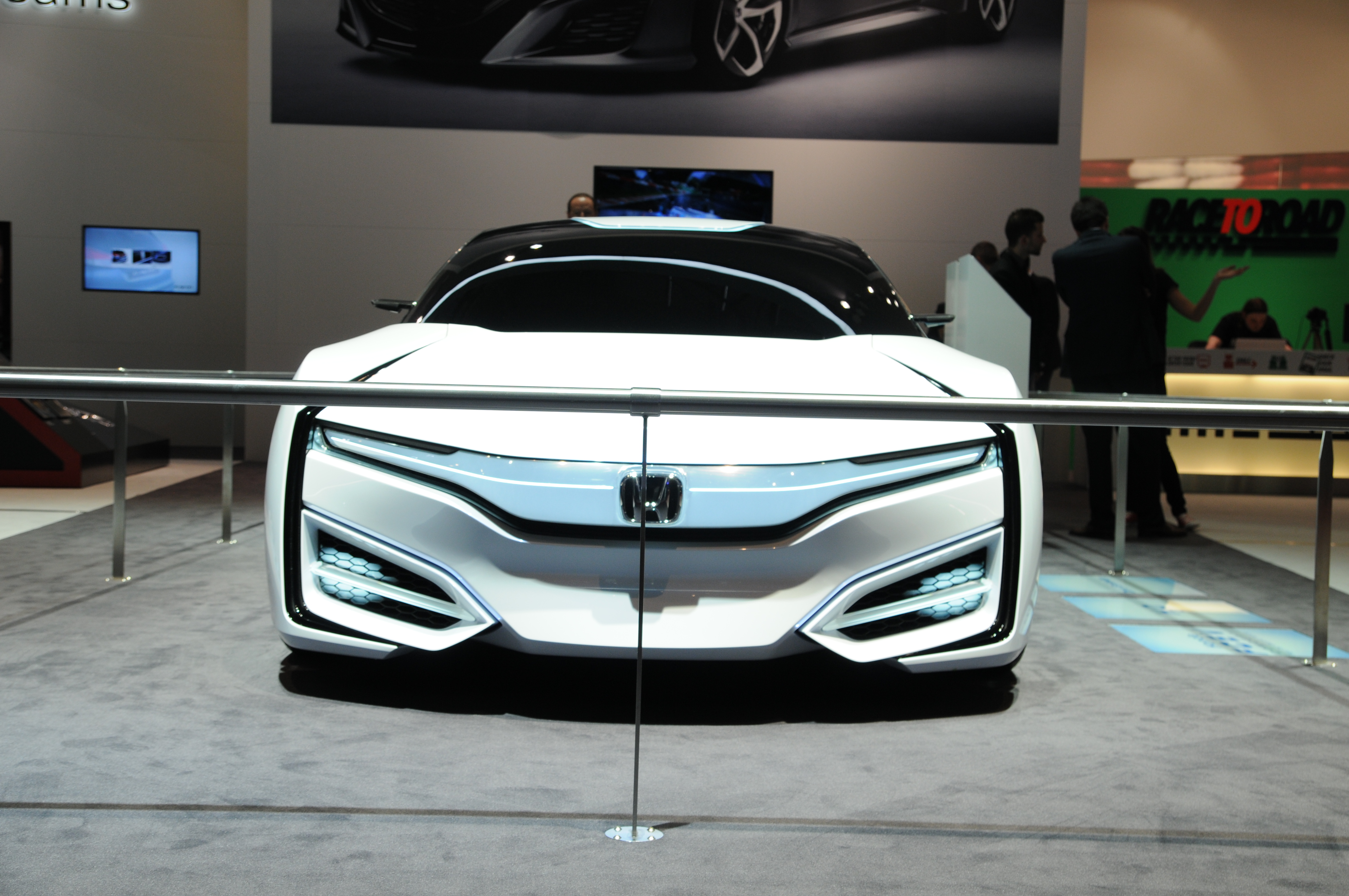

Depuis 1999 Honda développe et essai une petite série de ses premières générations de véhicule à pile à combustible à hydrogène avec la Honda FCX, au Japon et aux États-Unis, puis avec la Honda FCX Clarity en 2008.
La Honda FCEV Concept est inspirée du design de la Honda Insight (automobile hybride électrique). Elle est la première voiture à hydrogène à contenir son groupe motopropulseur complet dans le compartiment moteur à l’avant (un moteur électrique et la pile à combustible produisant de l'électricité) permettant ainsi d’offrir un espace suffisant pour cinq places passager, avec le réservoir d'hydrogène sous pression dans une partie du coffre arrière.
Le véhicule offre une puissance de 100 kilowatts (136 chevaux) pour une autonomie d'environ 480 km avec un temps pour faire le plein d'hydrogène de 3 minutes à une pression de 700 bars.
En 2013 Honda conclu un accord de collaboration à long terme avec General Motors pour co-développer la prochaine génération de systèmes de piles à combustible et les technologies de stockage de l'hydrogène ...
En 2015 la firme prévoit la commercialisation d'un modèle de série inspiré de ce concept car au Japon, aux États-Unis, puis en Europe, sur des zones géographiques proposant des stations d'hydrogène ...